# Lorenz Rumpf
Lorenz Rumpf ist ein deutscher Altphilologe.

## Leben
Er studierte klassische Philologie, englische Philologie, romanische Philologie, Judaistik, vergleichende Sprachwissenschaft und Indologie, Philosophie und Soziologie an der Universität Pisa und der Johann Wolfgang Goethe-Universität Frankfurt am Main, wo er 1995 promoviert wurde. Er arbeitete in der Forschungsstelle Byzantinische Rechtsquellen am Max-Planck-Institut für europäische Rechtsgeschichte in Frankfurt mit. Die DFG förderte ihn von 1997 bis 2000 als Habilitationsstipendiat (Projekttitel: Ästhetische Erfahrung und begriffliche Erkenntnis in Lukrez’ de rerum natura). Er lehrte währenddessen auch an den Universitäten Frankfurt, Kiel und Leipzig und forschte am Deutschen Archäologischen Institut Rom, der American Academy in Rome und in Princeton. Von Wintersemester 2000/2001 bis Sommersemester 2006 war er wissenschaftlicher Assistent am Institut für Klassische Philologie der Universität Frankfurt am Main. Nach der Habilitation 2002 wurde er zum Privatdozenten ernannt. Von Sommersemester 2005 bis Sommersemester 2006 lehrte er zusätzlich am Seminar für Klassische Philologie der Georg-August-Universität Göttingen. Seit Wintersemester 2006/2007 ist er Akademischer Rat am Institut für Klassische Philologie der Johann-Wolfgang-Goethe-Universität. Im Wintersemester 2009/2010 vertrat er die Professur am Institut für Altertumskunde der Universität zu Köln. Im Oktober 2009 wurde er zum Außerplanmäßigen Professor an der Universität Frankfurt ernannt. Im Sommersemester 2011 vertrat er den Lehrstuhl am Frankfurter Institut für Klassische Philologie.

## Schriften (Auswahl)
- Extremus labor. Vergils 10. Ekloge und die Poetik der Bucolica (= Hypomnemata. Untersuchungen zur Antike und zu ihrem Nachleben. Band 112). Vandenhoeck & Ruprecht, Göttingen 1996, ISBN 3-525-25167-X (zugleich Dissertation, Frankfurt 1995).
- Naturerkenntnis und Naturerfahrung. Zur Reflexion epikureischer Theorie bei Lukrez (= Zetemata. Band 116). Beck, München 2003, ISBN 3-406-51181-3 (zugleich Habilitationsschrift, Frankfurt 2002).